# Coenonympha biojos
Coenonympha biojos är en fjärilsart som beskrevs av Ribbe 1909. Coenonympha biojos ingår i släktet Coenonympha och familjen praktfjärilar. Inga underarter finns listade i Catalogue of Life.